# Asterophorum
Asterophorum é um género botânico pertencente à família Malvaceae.